# 2001년 우크라이나 인구 조사
2001년 우크라이나 인구 조사는 현재까지 독립 우크라이나의 인구에 대한 유일한 인구 조사이다. 이는 1989년 소련의 마지막 인구 조사 이후 12년 후인 2001년 12월 5일에 우크라이나 국가 통계 위원회에 의해 실시되었다. 다음의 우크라이나 인구 조사는 2011년에 실시될 예정이었으나 반복적으로 연기되었다.
2001년 총 인구는 48,457,100명으로 그 중 도시인구는 32,574,500명(67.2%), 농촌인구는 15,882,600명(32.8%), 남성은 22,441,400명(46.3%), 여성은 26,015,700명(53.7%)이다. 기록된 총 영구 인구는 48,241,000명이었다.

## 정착지
454개의 도시가 있었는데 그중 9개의 도시에는 인구가 500,000명이 넘었다. 인구 조사에는 130개 이상의 국적이 기록되었다.